# Лаббок

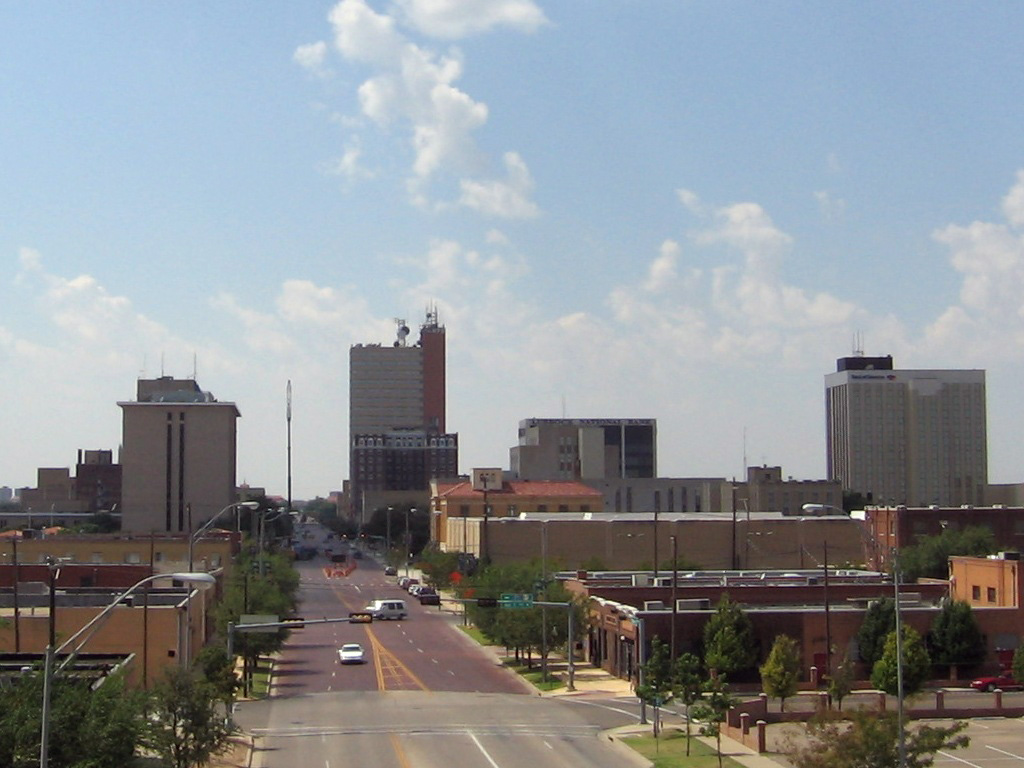
Центр Лаббоку

Лаббок (англ. Lubbock) — місто (англ. city) в США, адміністративний центр округу Лаббок на північному заході штату Техас, на півдні так званого техаського виступу. Лаббок є центральним містом південних Південних плейнс ЗДА й більшого традиційного краю Лано Естакадо. Населення — 229 573 особи (2010; 11-е у Техасі), агломерації — 276 659 осіб (2009 рік); конурбація Лаббок-Левелланд — 298 931 осіб (2009 рік).
Місто засноване 1876 року.

## Географія
Лаббок розташований за координатами 33°33′59″ пн. ш. 101°53′12″ зх. д. / 33.56639° пн. ш. 101.88667° зх. д. (33.566479, -101.886677). За даними Бюро перепису населення США в 2010 році місто мало площу 320,00 км², з яких 317,04 км² — суходіл та 2,96 км² — водойми.

### Клімат
Клімат напівпосушливий влітку й м'який взимку. Середньодобова температура січня +3 °C, липня — +27 °C. Щорічні опади 475 мм з піком на травень-вересень місяці. Найгірший смерч місто пережило 11 травня 1970 року коли було вбито 26 осіб.
| Клімат : Лаббок                                                            | Клімат : Лаббок | Клімат : Лаббок | Клімат : Лаббок | Клімат : Лаббок | Клімат : Лаббок | Клімат : Лаббок | Клімат : Лаббок | Клімат : Лаббок | Клімат : Лаббок | Клімат : Лаббок | Клімат : Лаббок | Клімат : Лаббок | Клімат : Лаббок |
| Показник                                                                   | Січ.            | Лют.            | Бер.            | Квіт.           | Трав.           | Черв.           | Лип.            | Серп.           | Вер.            | Жовт.           | Лист.           | Груд.           | Рік             |
| Абсолютний максимум, °C                                                    | 30,6            | 31,7            | 35,0            | 40,0            | 42,8            | 45,6            | 42,8            | 42,8            | 40,6            | 37,8            | 32,2            | 28,3            | 45,6            |
| Середній максимум, °C                                                      | 12,3            | 14,9            | 19,3            | 24,1            | 28,8            | 32,6            | 33,8            | 32,9            | 29,2            | 24,0            | 17,6            | 12,3            | 23,5            |
| Середній мінімум, °C                                                       | −3,1            | −1,1            | 2,8             | 7,6             | 13,3            | 17,9            | 19,8            | 19,2            | 14,9            | 8,8             | 2,2             | −2,7            | 8,3             |
| Абсолютний мінімум, °C                                                     | −26,7           | −27,2           | −18,9           | −7,8            | −2,8            | 3,9             | 9,4             | 6,1             | 0,6             | −8,3            | −18,3           | −18,9           | −27,2           |
| Середня кількість сонячних годин на місяць                                 | 210,1           | 202,9           | 267,8           | 286,3           | 310,7           | 326,0           | 338,0           | 318,6           | 261,6           | 258,2           | 214,7           | 201,7           | 3196,6          |
| Норма опадів, мм                                                           | 17              | 19              | 28              | 36              | 58              | 77              | 49              | 49              | 64              | 49              | 22              | 19              | 486             |
| Днів з опадами                                                             | 3,7             | 4,5             | 5,0             | 4,8             | 7,3             | 8,2             | 6,2             | 6,9             | 5,8             | 5,7             | 3,8             | 4,4             | 66,3            |
| Днів зі снігом                                                             | 1,9             | 1,4             | 0,8             | 0,2             | 0,0             | 0,0             | 0,0             | 0,0             | 0,0             | 0,1             | 0,6             | 1,8             | 6,8             |
| Вологість повітря, %                                                       | 57.9            | 56.7            | 49.7            | 47.2            | 52.8            | 55.7            | 54.5            | 59.4            | 64.3            | 59.3            | 57.7            | 59.5            | 56.2            |
| -------------------------------------------------------------------------- | --------------- | --------------- | --------------- | --------------- | --------------- | --------------- | --------------- | --------------- | --------------- | --------------- | --------------- | --------------- | --------------- |
| Джерело: NOAA (extremes 1911–present, sun and relative humidity 1961–1990) |                 |                 |                 |                 |                 |                 |                 |                 |                 |                 |                 |                 |                 |

## Демографія
Згідно з переписом 2010 року, у місті мешкали 229 573 особи в 88 506 домогосподарствах у складі 53 042 родин. Густота населення становила 717 осіб/км². Було 95926 помешкань (300/км²).
Расовий склад населення:
| - 75,8 % — білих - 8,6 % — чорних або афроамериканців - 2,4 % — азіатів - 0,7 % — корінних американців - 0,1 % — вихідців з тихоокеанських островів - 9,9 % — осіб інших рас |

До двох чи більше рас належало 2,5 %. Частка іспаномовних становила 32,1 % від усіх жителів.
За віковим діапазоном населення розподілялося таким чином: 23,5 % — особи молодші 18 років, 65,7 % — особи у віці 18—64 років, 10,8 % — особи у віці 65 років та старші. Медіана віку мешканця становила 29,2 року. На 100 осіб жіночої статі у місті припадало 96,5 чоловіків; на 100 жінок у віці від 18 років та старших — 94,5 чоловіків також старших 18 років.
Середній дохід на одне домашнє господарство становив 61 798 доларів США (медіана — 44 648), а середній дохід на одну сім'ю — 76 245 доларів (медіана — 56 984). Медіана доходів становила 41 481 долар для чоловіків та 32 255 доларів для жінок. За межею бідності перебувало 20,7 % осіб, у тому числі 24,5 % дітей у віці до 18 років та 8,6 % осіб у віці 65 років та старших.
Цивільне працевлаштоване населення становило 117 881 особа. Основні галузі зайнятості: освіта, охорона здоров'я та соціальна допомога — 30,2 %, роздрібна торгівля — 13,2 %, мистецтво, розваги та відпочинок — 11,7 %.

## Економіка
Лаббок — центр зрошувального бавовняного сільськогосподарського краю. 2007 року помер 90-річним бавовняний магнат чеського походження Адольф Р. Ханслик, що був значною особою у місті, донором медичного інституту й засновником чеського культурного центру.

## Освіта

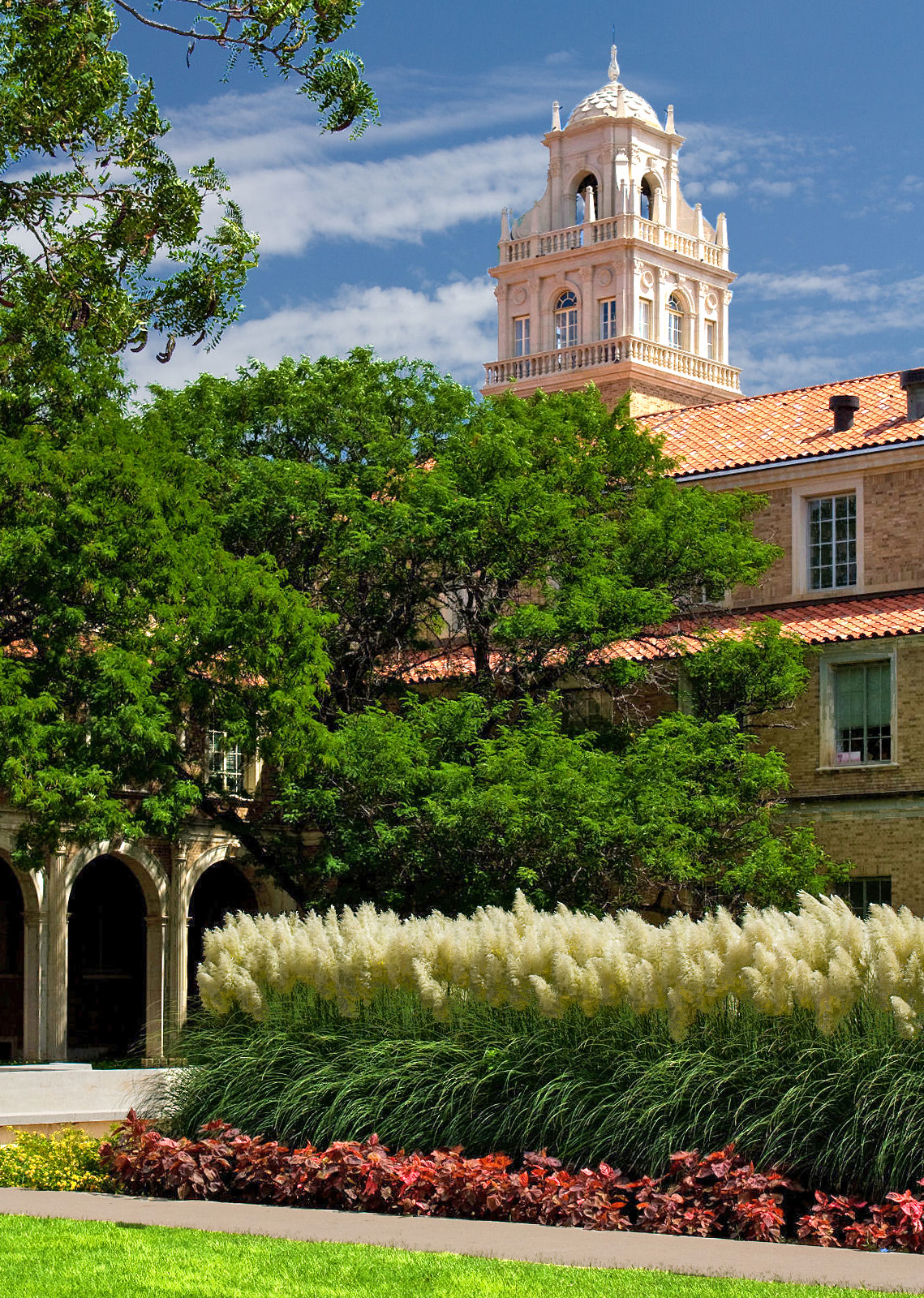
Техаський технічний університет.

У місті діє Техаський технічний університет, Лаббоцький християнський університет, Південних Прерій коледж, Вейландський баптистський університет й Сансет міжнародний біблійний інститут.